# HD 141937
HD 141937 — двойная звезда в созвездии Весов на расстоянии приблизительно 109 световых лет (около 33,4 парсек) от Солнца. Видимая звёздная величина звезды — +7,25m. Возраст звезды оценивается как около 799 млн лет.
Объект околопланетной массы HD 141937 b открыт группой астрономов обзора CORALIE в 2002 году.

## Характеристики
Первый компонент — жёлтый карлик спектрального класса G0, или G1V, или G1, или G2V, или G2-3V. Масса — около 1,108 солнечной, радиус — около 1,011 солнечного, светимость — около 1,202 солнечной. Эффективная температура — около 5758 К.
Второй компонент (HD 141937 b) — коричневый карлик. Масса — около 27,5 юпитерианской. Орбитальный период — около 653,22 суток (1,7884 года). Удалён в среднем на 1,52 а.е..